# Salas de la Ribera
Salas de la Ribera es una localidad del municipio leonés de Puente de Domingo Flórez, en la Comunidad Autónoma de Castilla y León. 
La iglesia está dedicada a San Andrés Apóstol.

## Localidades limítrofes
Confina con las siguientes localidades:
- Al norte con Peñarrubia
- Al noreste con Las Médulas.
- Al este con Yeres.
- Al sureste con Las Vegas de Yeres.
- Al sur con Puente de Domingo Flórez.
- Al oeste con Pardollan, Sobredo y Quereño.

## Demografía
Evolución de la población
| Gráfica de evolución demográfica de Salas de la Ribera entre 2000 y 2017 |
|                                                                          |
| Población de derecho (2000-2017) según el padrón municipal del INE       |

## Historia
En el siglo XIII, tras la devolución de Ponferrada a la Orden del Temple por parte del rey Alfonso IX de León en 1211, la localidad de Salas de la Ribera quedó encuadrada dentro de la encomienda templaria ponferradina. Así, el 7 de marzo de 1222 el maestre Pedro Alvitiz suscribió con el obispo de Astorga una carta de composición acerca de los derechos a percibir en las behetrías del valle de Salas de la Ribera.
Ya en la Edad Contemporánea, así se describía a Salas de la Ribera en el tomo XIII del Diccionario geográfico-estadístico-histórico de España y sus posesiones de Ultramar, obra impulsada por Pascual Madoz a mediados del siglo XIX:

Lugar en la provincia de León, partido judicial de Ponferrada, diócesis de Astorga, audiencia territorial y capitanía general de Valladolid, ayuntamiento de Puente de Domingo Florez. Situado en un valle que forma el Sil; su clima es frío pero sano. Tiene 52 casas; escuela de primeras letras; iglesia parroquial (San Andrés) matriz de Pardollán, Quereño y Sobredo (provincia de Orense) servida por un cura de segundo ascenso y presentación de tres voces mixtas, y buenas aguas potables. Confina con las Médulas, la Silva y Puente de Domingo Flórez. El terreno es de mediana calidad, y le fertilizan algún tanto las aguas del Sil. Los caminos son locales; recibe la correspondencia de Puente de Domingo Flórez. Producciones: granos, legumbres, lino, frutas y pastos; cría ganados, caza y pesca. Población: 52 vecinos, 208 almas. Contribución: con el ayuntamiento.
Diccionario geográfico-estadístico-histórico de España y sus posesiones de Ultramar